# Anolis cobanensis
Anolis cobanensis (аноліс Стюарта) — вид ігуаноподібних ящірок родини анолісових (Dactyloidae). Ендемік Гватемали.

## Поширення і екологія
Аноліси Стюарта мешкають в горах Сьєрра-де-лас-Мінас та на крайньому сході гір Сьєрра-де-лос-Кучуматанес. Вони живуть у вологих гірських хмарних лісах, на висоті від 1000 до 1830 м над рівнем моря.

## Збереження
МСОП класифікує цей вид як вразливий. Anolis cobanensis загрожує знищення природного середовища.